# Socialistisk feminism

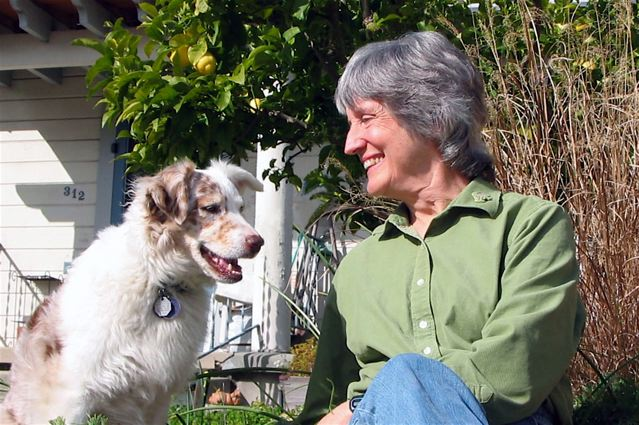
Donna Haraway, författare till essän "A Cyborg Manifesto: Science, Technology and Socialist-Feminism in the Late Twentieth Century", med hunden Cayenne.

Socialistisk feminism är en typ av feminism som bygger på att ojämlikhet mellan kön, samhällsklasser och i vissa fall etnicitet är sammanlänkade, och att de ska avskaffas genom socialistiskt engagemang på alla fronter.
Den socialistiska feminismen började växa fram på 1970-talet som ett försök att koppla samman marxistisk feminism, radikalfeminism och psykoanalytisk feminism. Kön ses som något processuellt och socialt konstruerat genom ett förtryck under en patriarkal kapitalism. Målet med socialistisk feminism är att eliminera både privata och offentliga förtryck av kön, etnicitet och klass. Det som skiljer den socialistiska feminismen från radikalfeminismen och liberalfeminismen är att den socialistiska feminismen fokuserar i en högre grad på samhällsförändringar som gynnar även andra som man anser vara förtryckta grupper under kapitalismen, såsom fattiga människor och arbetarklassen.
Socialistisk feminism bygger på en två-systemteori där kapitalism och patriarkatet ses om två olika system som tillsammans förtrycker kvinnor. Balansen ligger i att förändringar som gynnar frigörelse för kvinnor i ett av systemen inte får undergräva det andra. Som exempel kan ses kvinnornas inträde på arbetsmarknaden historiskt sett där kvinnorna frigjorde sig från ekonomiskt beroende men samtidigt hamnade i lågavlönade jobb inom ett kapitalistiskt system.
Enligt marxistisk feministisk idéströmning är den ojämlika maktrelationen mellan könen sprungen ur kapitalismen och kapitalets makt över arbetet. Arbetet förutsätter att arbetaren har någon annan som utför det obetalda hushållsarbetet och därmed gynnas kapitalet av en ojämlik arbetsfördelning i det obetalda hemarbetet. Mäns makt över kvinnor ses därför som ett resultat av kapitalets makt över arbetet.
Socialistiska feminister ser ojämlikheten mellan könen som ett strukturellt problem, och förespråkar ofta statliga ingrepp för att uppnå jämställdhet, bland annat kvotering.
Inom vissa svenska vänsterrörelser har den socialistiska feminismen fått ge vika för radikalfeminismen.[källa behövs] Den stora kontroversen mellan dessa två grupper är hur relationen mellan könen ska vägas mot relationer mellan klass och etnicitet.